# 重庆市川剧院
重庆市川剧院是中华人民共和国的川剧艺术表演专业团体，一级剧院。位于重庆市至圣宫。

## 历史
1951年，重庆市实验川剧院成立。1955年12月，重庆胜利川剧院并入，改名重庆市川剧院。